# Колрейн (район)
Колрейн (англ. Coleraine Borough Council) — район, существовавший до 1 апреля 2015 года в Северной Ирландии в графстве Лондондерри.
В 2011 году планировалось объединить район с районами Бэллимани, Лимавэди и Мойл, однако в июне 2010 года Кабинет министров Северной Ирландии сообщил, что не может согласиться с реформой местного самоуправления и существующая система районов останется прежней в обозримом будущем. Объединение все же состоялось 1 апреля 2015 года, образовавшийся район получил название Causeway Coast and Glens.
С 1 апреля 2015 года объединен с районами Баллимони, Лимавэди и Мойл в район Козуэй-Кост-энд-Гленс.